# Верона (Охајо)
Верона (енгл. Verona) град је у америчкој савезној држави Охајо.

## Демографија
По попису из 2010. године број становника је 494, што је 64 (14,9%) становника више него 2000. године.
| Група             | 2000.       | 2010.       |
| Белци             | 425 (98,8%) | 487 (98,6%) |
| Афроамериканци    | 0 (0,0%)    | 0 (0,0%)    |
| Азијати           | 0 (0,0%)    | 0 (0,0%)    |
| Хиспаноамериканци | 4 (0,9%)    | 0 (0,0%)    |
| Укупно            | 430         | 494         |